# Río Mantaro
Der Río Mantaro (auf Quechua Mantaru mayu, Hatun mayu oder Wanka mayu) ist ein Fluss in den Peruanischen Anden. Er ist der linke Quellfluss des Río Ene, eines Oberlaufs des Amazonas.

## Name
Der Name Mantaro wurde dem Fluss 1782 durch den Franziskaner Francisco Álvarez de Villanueva gegeben. Das Wort stammt aus der Asháninka-Sprache und bedeutet „Flussmündung“. Der vorher allgemein verwendete Quechua-Name Hatun Mayu bedeutet „großer Fluss“, während Wanka mayu „Fluss der Huanca“ heißt.

## Verlauf
Der Río Mantaro entspringt im Junín-See. Er entfließt dem See im Nordwesten und verläuft wenige Kilometer in südliche, dann in südöstliche Richtung. Bei Sincamachay durchfließt der Río Mantaro den Malpaso-Stausee. Das Mantaro-Tal ist ein wichtiges Anbaugebiet für die Versorgung der Hauptstadt Lima mit Lebensmitteln. Er passiert die Städte La Oroya, Jauja und Huancayo. Bei San Miguel de Mayocc knickt der Río Mantaro nach Norden ab, wechselt dann in nordwestliche Richtung, um dann wieder nach Südosten zu fließen. Bei Canayre vereinigt er sich mit dem Río Apurímac zum Río Ene.
Seine wichtigsten Nebenflüsse sind der Río Cunas und der Río Ichu.

## Wasserkraftnutzung
Am Oberlauf gibt es die Talsperren Upamayo und Malpaso, jeweils mit Wasserkraftwerken.
Am Mittellauf liegt der Kraftwerkskomplex Mantaro, das größte Wasserkraftwerk in Peru, mit der Talsperre Tablachaca. Im Jahr 2016 wurde die 88 m hohe Talsperre Cerro del Águila fertiggestellt. Das zugehörige Wasserkraftwerk hat eine installierte Leistung von 510 MW.